# Ruby Lin
Ruby Lin (林心如 en xinès; Lín Xīnrú en pinyin, Taipei, 27 de gener del 1976) és una actriu i productora cinematogràfica de la República de la Xina

## Filmografia
- Taiwan Heavy Case Records (1995, televisió)
- School Days(1995, cinema)
- Asian Flower Bud (1996, televisió)
- Angel's Dust (1996, televisió)
- Taiwan Mysterious Affairs (1996, televisió)
- The Root (1996, televisió)
- Story Of Dragon Dynasty (1996, televisió)
- Last Tango in Shanghai (1997, televisió)
- New Justice Bao: Plum Flower Thief (1997, televisió)
- An emergency Mission (1997, televisió)
- My Wishes (1998, cinema)
- Magic Chef (1998, televisió)
- Princess Pearl (1998, televisió)
- Bad girl trilogy (1999, cinema)
- Princess Pearl II (1999, televisió)
- Food Glorious Food (1999, televisió)
- The mirror (2000, cinema)
- The matter of time (2000, cinema)
- Winner takes all (2000, cinema)
- The Legend of Master (2000, televisió)
- China Strike Force (2001, cinema)
- Comig King (2001, cinema)
- Romance in the Rain (2001, televisió)
- Duke of Mount Deer (2001, televisió)
- Dragon's love (2001, cinema)
- Never Been To Me (2002, cinema)
- Only-You (2002, televisió)
- Taiji Prodigy (2002, cameo televisiu)
- The Chor Lau Heung (2002, televisió)
- Wulung Prince (2002, cameo televisiu)
- Life Express(2003, cinema)
- Flying Daggers (2003, televisió)
- Boy and Girl (2003, televisió)
- Half Life Fate (2003, televisió)
- Amor de Tarapaca (2004, televisió)
- Love trilogy(2004, cinema)
- Magic Touch of Fate (2005, televisió)
- Killing two birds with one stone (2005, cinema)
- Da Li Princess (2006, televisió)
- Star Boulevard (2006, televisió)
- Sound of Colors (2006, televisió)
- Paris Sonata (2006, televisió)
- Ancestral Temple (2007, televisió, televisió, televisió)
- Love in Sun Moon Lake (2009, televisió)
- The Legend and the Hero II (2009, televisió)
- Su DongPo (2009, cameo televisiu)
- Sophie's revenge (2009, cinema)
- (2009) Evening of roses (2009, cinema)
- Schemes of a Beauty (2010, televisió)
- Three Kingdoms (2010, televisió)
- Fallen City (2011, cinema)
- You Deserve to Be Single (2011, cinema)
- Driverless (2011, cinema)
- The Glamorous Imperial Concubine (2011, televisió)
- New princess pearl (2011, cameo televisiu)
- Ma Zu (2012, televisió)- Guest Appearance
- Blood stained shoes (2012, cinema)
- Drama Go Go Go (2012, televisió)
- The Haunted House (2013, cinema)
- My Lucky Star (2013, cinema)
- Flowers and Mists (2013, cameo televisiu)
- The Patriot Yue Fei (2013, televisió)
- The House That Never Dies (2014, cinema)
- Sweet Alibis (2014, cinema)
- The Way We Were (2014, televisió)
- Young Sherlock (2014, televisió)
- Exclusive Exposure (2014, televisió)
- The Wonderful Wedding (2015, cinema))
- Phantom of the Theatre (2016, cinema)
- Magical Space-time (2016, televisió)
- Singing All Along (2016, televisió)
- The Precipice Game (2016, cinema)